# Z80 PIO

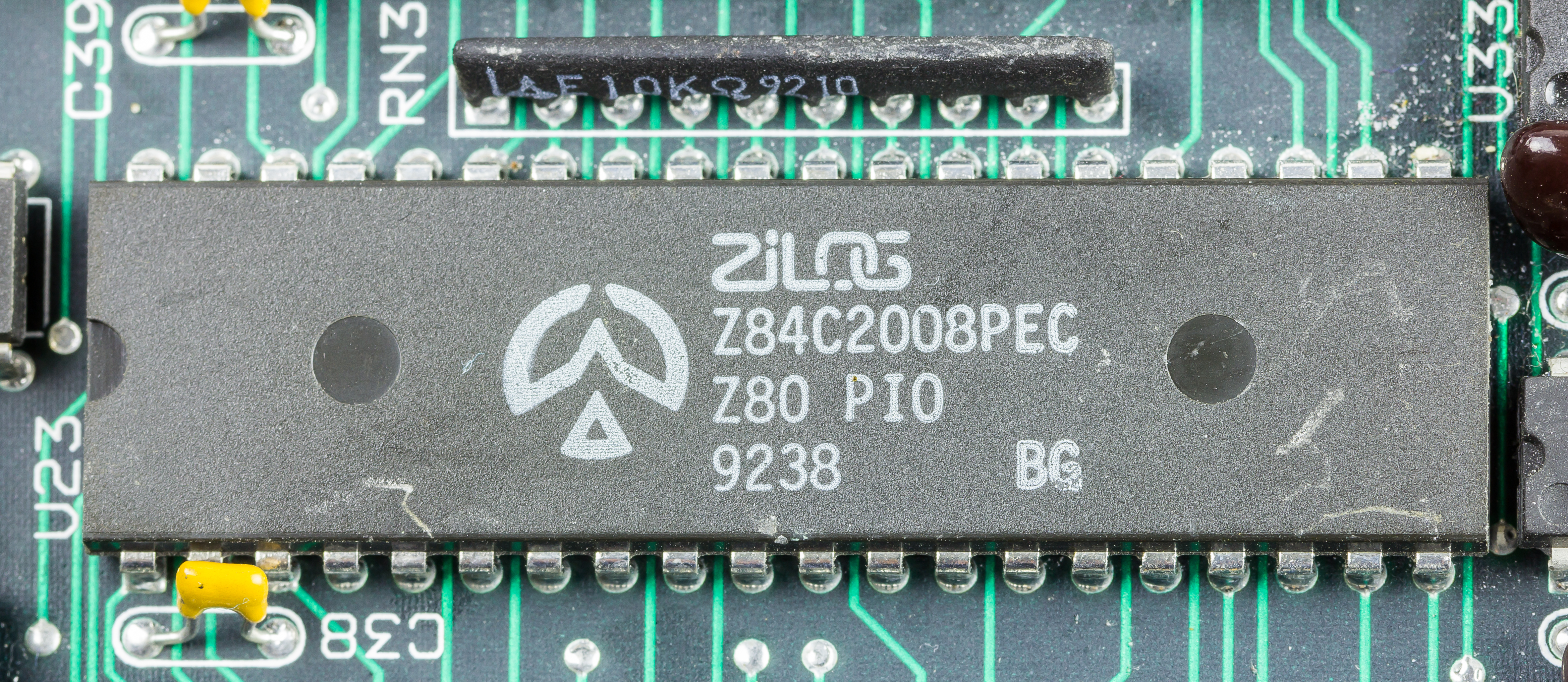
Z80 PIO

Rozložení pinů obvodu Z80 PIO

Z80 PIO (Z80 Parallel Input/Output) je integrovaný obvod z rodiny procesoru Z80. Jedná se obvod poskytující dvě paralelní osmibitové brány (obvykle označované jako brána A a brána B). Díky tomu umožňuje plně využívat možnosti systému přerušení procesoru Z80. Podobný obvod v rodině procesoru Intel je obvod Intel 8255. Obvod je použit v interfacu pro připojení AMX mouse k ZX Spectru. Je také základem českého interfacu Mirek.

## Režimy paralelních bran
Brány mohou pracovat v následujících režimech:
- režim vstupu,
- režim výstupu,
- obousměrný režim (v obousměrném režimu může pracovat pouze brána A),
- bitový režim

V režimu vstupu, jakmile je obvod připraven k příjmu dat, je aktivován signál RDY. Poté obvod čeká na aktivaci signálu /STB. Jakmile je tento aktivován, načte data přítomná na vstupu a přečtení dat potvrdí deaktivací signálu RDY. Podle nastavení obvodu se přijetí dat může aktivovat přerušení.
V režimu výstupu je po zápisu dat na výstup aktivován signál RDY. Po té obvod čeká na potvrzení přečtení dat signálem /STB. Podle nastavení obvodu se po přijetí potvrzení o přečtení dat může aktivovat přerušení.
Obousměrný režim je kombinací vstupního a výstupního režimu. V tomto režimu může pracovat pouze brána A, protože k potvrzování přítomnosti výstupních dat jsou použity signály /STB a RDY brány A (/ASTB a ARDY) a k potvrzování přijetí vstupních dat jsou používány signály /STB a RDY brány B (/BSTB a BRDY). Pokud brána A pracuje v obousměrném režimu, brána B musí pracovat v bitovém režimu.
V bitovém režimu nejsou používány signály /STB a RDY. V tomto režimu je možné nastavit, které bity příslušné brány budou vstupní a které výstupní. Také je možné nastavit podmínku, při jejíž splnění bude aktivováno přerušení.

## Konfigurace obvodu
Konfigurace obvodu probíhá pomocí konfigurační brány, každá brána má svojí konfigurační bránu.

### Nastavení režimu
| Nastavení režimu brány |             |             |   |   |   |   |   |   |
| bit                    | 7           | 6           | 5 | 4 | 3 | 2 | 1 | 0 |
| bit                    | režim brány | režim brány |   |   | 1 | 1 | 1 | 1 |

Režim brány může být 00 – výstupní režim, 01 – vstupní režim, 10 – obousměrný režim, 11 – bitový režim. Je-li nastaven bitový režim, je nutné na konfigurační bránu poslat ještě druhý byte, jehož bity určí, který bit brány bude vstupní a který výstupní (0 – výstupní, 1 – vstupní).

### Nastavení přerušení
K povolení či zakázání přerušení lze použít zjednodušené nebo úplné nastavení. Zjednodušené nastavení pouze povoluje či zakazuje generování přerušení. Úplným nastavením se navíc nastavuje podmínka generování přerušení v bitovém režimu.
| Zjednodušené nastavení přerušení |                    |        |     |       |   |   |   |   |
| bit                              | 7                  | 6      | 5   | 4     | 3 | 2 | 1 | 0 |
| bit                              | povolení přerušení |        |     |       | 0 | 0 | 1 | 1 |
| Úplné nastavení přerušení        |                    |        |     |       |   |   |   |   |
| bit                              | 7                  | 6      | 5   | 4     | 3 | 2 | 1 | 0 |
| bit                              | povolení přerušení | AND/OR | 1/0 | maska | 0 | 1 | 1 | 1 |

Generování přerušení může být buď zakázáno (0) nebo povoleno (1). Příznakem AND/OR je nastavováno za v bitovém režimu pro generování přerušení je nutné, aby byly aktivní všechny bity brány (1) nebo zda postačuje aktivita alespoň jednoho bitu brány (0). Příznak 1/0 nastavuje, zda je bit brány aktivní v log. 1 nebo v log. 0. Pokud pro generování přerušení mají být použity pouze některé bity, je nutné nastavit na log. 1 příznak maska. Po té je očekáván ještě jeden byte, jehož bity určí, které bity brány budou generovat přerušení (0 – generuje přerušení, 1 – negeneruje přerušení).
Než je povoleno přerušení, je nutné nastavit vektor přerušení, který bude odesílán procesoru.
| Vektor přerušení |                  |                  |                  |                  |                  |                  |                  |   |
| bit              | 7                | 6                | 5                | 4                | 3                | 2                | 1                | 0 |
| bit              | vektor přerušení | vektor přerušení | vektor přerušení | vektor přerušení | vektor přerušení | vektor přerušení | vektor přerušení | 0 |